# Community Management
Community Management (von engl. Community=Gemeinschaft und Management) ist die Form der Führung einer Online-Community sowie deren Entsprechung außerhalb des virtuellen Raumes. Das Community Management fungiert als Bindeglied zwischen dem Seitenbetreiber und den Benutzern. Die Aufgaben sind hierbei vielschichtig und gehen von der Moderation eines Forums bis hin zu Maßnahmen zur Vergrößerung oder Aktivierung der Gemeinschaft.
Community Management wurde erst zu Zeiten sozialer Online-Netzwerke und größeren Communitys zu einem Berufsbild und einer strategischen Funktion.

## Definition und Profil
Der Bundesverband für Community Management veröffentlichte im Mai 2010 eine erste offizielle Definition: „Community Management ist die Bezeichnung für alle Methoden und Tätigkeiten rund um Konzeption, Aufbau, Leitung, Betrieb, Betreuung und Optimierung von virtuellen Gemeinschaften sowie deren Entsprechung außerhalb des virtuellen Raumes. Unterschieden wird dabei zwischen operativen, den direkten Kontakt mit den Mitgliedern betreffenden, und strategischen, den übergeordneten Rahmen betreffenden, Aufgaben und Fragestellungen.“
Oft verwendete Kategorien von Communitys sind Communities of Interest, Communities of Action, Communities of Circumstance, Communities of Place und Communities of Practice.